# Crazy - Um Dia Muito Louco
Crazy - Um Dia Muito Louco é um filme brasileiro, dos gêneros pornochanchada e humor negro, dirigido por Victor Lima em 1981.

## Sinopse
Fernando mata Teodoro, com quem divide a casa, mas enquanto tenta se livrar do corpo é interrompido por uma religiosa, Durvalina, e por uma atriz pornô, Belinda, ambas interessadas na vaga de quarto que Teodoro anunciou no jornal. Ao se deparar com o defunto, Durvalina confessa que também matou seus maridos e promete ajudar Fernando, em troca dele lhe ensinar "como fazer filhos". Enquanto isso, Hugo, vizinho de Fernando, reencontra Belinda, sua ex-mulher, e tenta seduzi-la, porém os dois brigam a todo momento e atrapalham os planos de Fernando e Durvalina.
"A morte está aqui, a morte está ali, a morte age por toda parte. A morte está em volta de nós, dentro, embaixo, em cima e nós próprios somos morte". Frase de Percy Bysshe Shelley, no epílogo do filme.

## Elenco
- Helber Rangel como Fernando
- Helena Ramos como Durvalina
- Alba Valeria como Belinda
- Ricardo Faria como Neco
- Fernando Reski como Teodoro
- Sérgio Guterres como Hugo
- Sérgio Madureira
- Cláudia Porto
- Gilson Vieira
- Bianca Rossi
- Rosângela
- Lisa